# 2023–2024-es osztrák labdarúgó-bajnokság (első osztály)
A 2023–2024-es osztrák Bundesliga (szponzorált nevén Admiral Bundesliga) az osztrák labdarúgó-bajnokság legmagasabb osztályának 112. alkalommal megrendezett bajnoki éve. A címvédő a Red Bull Salzburg, a szezont tizenkét csapat részvételével rendezték meg. A Sturm Graz nyerte meg a bajnokságot, a 2010–11-es szezont követően először, összességében negyedik alkalommal.

## Csapatok

### Változások az előző szezonhoz képest
A Blau-Weiß Linz a 2022–2023-as másodosztályú bajnokság győzteseként jutott fel. Az Ried csapata esett ki a másodosztályba.

### Résztvevő csapatok
| Csapat                | Székhely        | Stadion                  | Befogadóképesség |
| --------------------- | --------------- | ------------------------ | ---------------- |
| SK Austria Klagenfurt | Klagenfurt      | Wörthersee Stadion       | 29863            |
| Austria Lustenau      | Lustenau        | Reichshofstadion         | 8800             |
| Austria Wien          | Bécs            | Generali Arena           | 17656            |
| Blau-Weiß Linz        | Linz            | Hofmann Personal Stadion | 5595             |
| LASK Linz             | Linz            | Raiffeisen Aréna         | 19080            |
| Rapid Wien            | Bécs            | Allianz Stadion          | 28000            |
| Red Bull Salzburg     | Wals-Siezenheim | Red Bull Arena           | 17218            |
| Rheindorf Altach      | Altach          | Stadion Schnabelholz     | 8500             |
| Sturm Graz            | Graz            | Merkur-Arena             | 16364            |
| TSV Hartberg          | Hartberg        | Stadion Hartberg         | 4635             |
| Wolfsberger AC        | Wolfsberg       | Lavanttal-Arena          | 7300             |
| WSG Tirol             | Innsbruck       | Tivoli Neu               | 16008            |

### Vezetőedző-váltások
| Csapat            | Távozó edző                     | Ok                   | Távozás napja      | Pozíció a tabbelán | Érkező                           | Érkezés napja      |
| ----------------- | ------------------------------- | -------------------- | ------------------ | ------------------ | -------------------------------- | ------------------ |
| Rheindorf Altach  | Klaus Schmidt                   | Lejárt a szerződése  | 2023. június 2.    | Előszezon          | Joachim Standfest                | 2023. június 12.   |
| LASK Linz         | Dietmar Kühbauer                | Közös megegyezés     | 2023. június 6.    | Előszezon          | Thomas Sageder                   | 2023. június 6.    |
| Red Bull Salzburg | Matthias Jaissle                | Elküldték            | 2023. július 28.   | Előszezon          | Alexander Hauser (megbízott)     | 2023. július 28.   |
| Red Bull Salzburg | Alexander Hauser (megbízott)    | Lejárt a megbízatása | 2023. július 31.   | 3.                 | Gerhard Struber                  | 2023. július 31.   |
| Austria Lustenau  | Markus Mader                    | Szabadság            | 2023. november 13. | 12.                | Alexander Schneider (megbízott)  | 2023. november 13. |
| SK Rapid          | Zoran Barisic                   | Elküldték            | 2023. november 15. | 8.                 | Robert Klauß                     | 2023. november 20. |
| Austria Lustenau  | Alexander Schneider (megbízott) | Lejárt a megbízatása | 2023. december 19. | 12.                | Andreas Heraf                    | 2023. december 19. |
| LASK Linz         | Thomas Sageder                  | Elküldték            | 2024. április 10.  | 4.                 | Thomas Darazs (megbízott)        | 2024. április 12.  |
| Red Bull Salzburg | Gerhard Struber                 | Elküldték            | 2024. április 15.  | 1.                 | Onur Cinel (megbízott)           | 2024. április 15.  |
| Austria Wien      | Michael Wimmer                  | Elküldték            | 2024. május 13.    | 8.                 | Christian Wegleitner (megbízott) | 2024. május 13.    |

## Az alapszakasz eredménye
| Hely. | Csapat             | M  | Gy | D  | V  | G+ | G– | Gk  | P  | Továbbjutás                 |
| ----- | ------------------ | -- | -- | -- | -- | -- | -- | --- | -- | --------------------------- |
| 1.    | Red Bull Salzburg  | 22 | 15 | 5  | 2  | 45 | 12 | +33 | 50 | BL–Rájátszás (Felsőház)     |
| 2.    | Sturm Graz         | 22 | 13 | 7  | 2  | 37 | 15 | +22 | 46 | BL–Rájátszás (Felsőház)     |
| 3.    | LASK Linz          | 22 | 9  | 8  | 5  | 26 | 18 | +8  | 35 | BL–Rájátszás (Felsőház)     |
| 4.    | Austria Klagenfurt | 22 | 8  | 10 | 4  | 29 | 27 | +2  | 34 | BL–Rájátszás (Felsőház)     |
| 5.    | TSV Hartberg       | 22 | 9  | 7  | 6  | 33 | 28 | +5  | 34 | BL–Rájátszás (Felsőház)     |
| 6.    | Rapid Wien         | 22 | 8  | 9  | 5  | 38 | 21 | +17 | 33 | BL–Rájátszás (Felsőház)     |
| 7.    | Austria Wien       | 22 | 9  | 6  | 7  | 25 | 22 | +3  | 33 | Kiesési rájátszás (Alsóház) |
| 8.    | Wolfsberg          | 22 | 8  | 6  | 8  | 29 | 32 | −3  | 30 | Kiesési rájátszás (Alsóház) |
| 9.    | SCR Altach         | 22 | 4  | 7  | 11 | 17 | 30 | −13 | 19 | Kiesési rájátszás (Alsóház) |
| 10.   | Blau-Weiß Linz     | 22 | 4  | 7  | 11 | 22 | 38 | −16 | 19 | Kiesési rájátszás (Alsóház) |
| 11.   | WSG Tirol          | 22 | 4  | 2  | 16 | 20 | 42 | −22 | 14 | Kiesési rájátszás (Alsóház) |
| 12.   | Austria Lustenau   | 22 | 2  | 4  | 16 | 13 | 49 | −36 | 10 | Kiesési rájátszás (Alsóház) |

1. 1 2  Egymás elleni pontok: Klagenfurt 4, TSV Hartberg 1.
2. 1 2  Egymás elleni pontok:: Rapid 4, Austria Wien 1.

## Rájátszás Felsőház
Az alapszakaszban elért pontokat a rájátszás kezdete előtt megfelezték (és kerekítették). Ennek eredményeként a csapatok a rájátszást az alábbi pontokkal kezdték el: Red Bull Salzburg 25, Sturm Graz 23, LASK 17, Austria Klagenfurt 17, TSV Hartberg 17 és Rapid Wien 16. A LASK és a Rapid Wien pontjai lefelé kerekítették – ha a rájátszás végén pontokban egyenlőek lesznek, fél pontot adnak ezeknek a csapatoknak.
| Hely. | Csapat             | M  | Gy | D  | V  | G+ | G– | Gk  | P  | Továbbjutás                                                |  | STU | RBS | LIN | RWI | HAR | AKL |
| ----- | ------------------ | -- | -- | -- | -- | -- | -- | --- | -- | ---------------------------------------------------------- |  | --- | --- | --- | --- | --- | --- |
| 1.    | Sturm Graz (B)     | 32 | 19 | 10 | 3  | 54 | 23 | +31 | 44 | UEFA-bajnokok ligája alapszakasz                           |  | —   | 0–1 | 1–0 | 1–0 | 1–1 | 2–0 |
| 2.    | Red Bull Salzburg  | 32 | 20 | 7  | 5  | 67 | 28 | +39 | 42 | UEFA-bajnokok ligája 2. selejtezőkör                       |  | 2–2 | —   | 7–1 | 1–1 | 5–1 | 4–2 |
| 3.    | LASK               | 32 | 14 | 10 | 8  | 43 | 33 | +10 | 34 | Európa Liga Rájátszás                                      |  | 2–2 | 3–1 | —   | 5–0 | 1–3 | 1–0 |
| 4.    | Rapid Wien         | 32 | 11 | 12 | 9  | 47 | 35 | +12 | 28 | Európa Liga 2. selejtezőkör                                |  | 1–3 | 2–0 | 0–0 | —   | 0–3 | 1–1 |
| 5.    | Hartberg           | 32 | 12 | 9  | 11 | 49 | 52 | −3  | 28 | Rájátszás az UEFA Európa Konferencia indulásért – elődöntő |  | 1–3 | 1–5 | 1–2 | 0–3 | —   | 3–2 |
| 6.    | Austria Klagenfurt | 32 | 9  | 12 | 11 | 40 | 50 | −10 | 22 |                                                            |  | 0–4 | 4–3 | 0–2 | 0–1 | 2–2 | —   |

1. ↑  A 2023–2024-es Osztrák Kupa győztese bejutott az Európa Liga rájátszásába. Mivel a kupagyőztes (Sturm Graz) a bajnoki helyezés alapján kvalifikálta magát, így az Európa-liga helyet a harmadik helyezett csapat szerezte meg.

## Rájátszás Alsóház
Az alapszakaszban elért pontokat a rájátszás kezdete előtt megfelezték (és kerekítették).Ennek eredményeként a csapatok a rájátszást az alábbi pontokkal kezdték: Austria Wien 16, Wolfsberg 15, Rheindorf Altach 9, Blau-Weiß Linz 9, Tirol 7 és Lustenau 5. Az Austria Wien, a Rheindorf Altach és a Blau-Weiß Linz pontjait lefelé kerekítették, abban az esetben, ha a rájátszás végén pontokban egyenlőek lesznek, fél pontot adnak ezeknek a csapatoknak.
| Hely. | Csapat               | M  | Gy | D  | V  | G+ | G– | Gk  | P  | Továbbjutás                                                |     | WOL | AWI | BWL | ALT | WAT | LUS |
| ----- | -------------------- | -- | -- | -- | -- | -- | -- | --- | -- | ---------------------------------------------------------- | --- | --- | --- | --- | --- | --- | --- |
| 1.    | Wolfsberger AC (Q)   | 32 | 12 | 10 | 10 | 41 | 39 | +2  | 31 | Rájátszás az UEFA Európa Konferencia indulásért – elődöntő |     | —   | 0–1 | 0–2 | 0–0 | 3–1 | 1–1 |
| 2.    | Austria Wien (Q)     | 32 | 12 | 10 | 10 | 35 | 34 | +1  | 29 | Rájátszás az UEFA Európa Konferencia indulásért – elődöntő |     | 0–4 | —   | 0–0 | 2–2 | 3–0 | 1–1 |
| 3.    | Blau-Weiß Linz       | 32 | 7  | 11 | 14 | 33 | 48 | −15 | 22 |                                                            |     | 0–0 | 1–2 | —   | 2–1 | 3–2 | 0–0 |
| 4.    | Rheindorf Altach     | 32 | 6  | 13 | 13 | 27 | 40 | −13 | 21 |                                                            | 0–1 | 1–1 | 2–2 | —   | 0–0 | 2–2 |     |
| 5.    | WSG Tirol            | 32 | 7  | 5  | 20 | 29 | 55 | −26 | 19 |                                                            | 1–1 | 1–0 | 2–1 | 0–1 | —   | 0–0 |     |
| 6.    | Austria Lustenau (R) | 32 | 4  | 9  | 19 | 22 | 58 | −36 | 16 | Kiesett a másodosztályba                                   |     | 1–2 | 2–0 | 1–0 | 0–1 | 1–2 | —   |

## UEFA Európa Konferencia Liga indulásért való rájátszás
Az alsóházi rájátszás győztese és második helyezettje az elődöntőben egymás ellen lép pályára, és a bajnoki forduló ötödik helyezettje ellen játssza a döntőt az UEFA Európa Konferencia Liga indulásért.

### Elődöntő
| 2024. május 21. 20:00 |

| Wolfsberger AC | 1-2               | Austria Wien        |
| -------------- | ----------------- | ------------------- |
| Boakye 64'     | (0-1) Jegyzőkönyv | Meisl 8' Fitz 90+4' |

| Lavanttal-Arena, Wolfsberg Játékvezető: Stefan Ebner |

### Döntő
| 2024. május 24. 19:30 |

| Austria Wien                    | 2-1               | Hartberg   |
| ------------------------------- | ----------------- | ---------- |
| Holland 51' Fitz 58' (11-esből) | (0-0) Jegyzőkönyv | Entrup 84' |

| Generali Arena, Bécs Játékvezető: Sebastian Gishamer |

| 2024. május 28. 19:00 |

| Hartberg | 0-1               | Austria Wien |
| -------- | ----------------- | ------------ |
|          | (0-1) Jegyzőkönyv | Holland 39'  |

| Stadion Hartberg, Hartberg Játékvezető: Walter Altmann |

## Statisztikák
Utoljára frissítve: 2024. május 19.

### Góllövőlista
| #  | Játékos           | Klub               | Gólok száma |
| -- | ----------------- | ------------------ | ----------- |
| 1  | Karim Konaté      | Red Bull Salzburg  | 20          |
| 2  | Marco Grüll       | SK Rapid           | 13          |
| 3  | Maximilian Entrup | TSV Hartberg       | 12          |
| 3  | Thierno Ballo     | Wolfsberger        | 12          |
| 3  | Marin Ljubičić    | LASK Linz          | 12          |
| 3  | Donis Avdijaj     | TSV Hartberg       | 12          |
| 7  | Andreas Gruber    | Austria Wien       | 11          |
| 8  | Sinan Karweina    | Austria Klagenfurt | 10          |
| 8  | Ronivaldo         | Blau-Weiß Linz     | 10          |
| 10 | Robert Žulj       | LASK Linz          | 9           |
| 10 | Andy Irving       | Austria Klagenfurt | 9           |
| 10 | Otar Kiteisvili   | Sturm Graz         | 9           |
| 10 | Augustine Boakye  | Wolfsberger        | 9           |

### Gólpasszok
| # | Játékos           | Klub                  | Gólp. |
| - | ----------------- | --------------------- | ----- |
| 1 | Oszkár Gluh       | Red Bull Salzburg     | 11    |
| 2 | Sinan Karweina    | Austria Klagenfurt    | 6     |
| 2 | Augustine Boakye  | Wolfsberger           | 6     |
| 2 | Marco Grüll       | SK Rapid              | 6     |
| 2 | Luka Sučić        | Red Bull Salzburg     | 6     |
| 2 | Tomi Horvat       | Sturm Graz            | 6     |
| 7 | Dominik Prokop    | TSV Hartberg          | 5     |
| 7 | Nicolas Kühn      | Rapid Wien            | 5     |
| 7 | Christoph Lang    | TSV Hartberg/SK Rapid | 5     |
| 7 | Robert Žulj       | LASK Linz             | 5     |
| 7 | Sascha Horvath    | LASK Linz             | 5     |
| 7 | Maurits Kjærgaard | Red Bull Salzburg     | 5     |
| 7 | Otar Kiteisvili   | Sturm Graz            | 5     |
| 7 | Jusuf Gazibegović | Sturm Graz            | 5     |
| 7 | William Bøving    | Sturm Graz            | 5     |
| 7 | Dominik Fitz      | Austria Wien          | 5     |

### Mesterhármasok
| Játékos        | Csapat             | Ellenfél           | Végeredmény | Dátum             |
| -------------- | ------------------ | ------------------ | ----------- | ----------------- |
| Andreas Gruber | Austria Wien       | Blau-Weiß Linz     | 4–0 (O)     | 2023. október 7.  |
| Marco Grüll    | SK Rapid           | TSV Hartberg       | 0–3 (V)     | 2024. március 31. |
| Marin Ljubičić | LASK Linz          | Red Bull Salzburg  | 3–1 (O)     | 2024. április 12. |
| Andy Irving    | Austria Klagenfurt | Red Bull Salzburg  | 4–3 (O)     | 2024. április 24. |
| Donis Avdijaj  | TSV Hartberg       | Austria Klagenfurt | 3–2 (O)     | 2024. április 28. |
| Karim Konaté   | Red Bull Salzburg  | TSV Hartberg       | 1–5 (V)     | 2024. május 13.   |

### Kapott gól nélkül lehozott mérkőzések
| #  | Játékos             | Klub               | Mérkőzések |
| -- | ------------------- | ------------------ | ---------- |
| 1  | Alexander Schlager  | Red Bull Salzburg  | 14         |
| 1  | Tobias Lawal        | LASK Linz          | 14         |
| 3  | Christian Früchtl   | FK Austria Wien    | 13         |
| 4  | Niklas Hedl         | Rapid Wien         | 12         |
| 5  | Raphael Sallinger   | TSV Hartberg       | 10         |
| 6  | Nicolas Schmid      | Blau-Weiß Linz     | 9          |
| 6  | Dejan Stojanović    | Rheindorf Altach   | 9          |
| 8  | Phillip Menzel      | Austria Klagenfurt | 8          |
| 9  | Kjell Scherpen      | SK Sturm Graz      | 7          |
| 9  | Domenik Schierl     | Austria Lustenau   | 7          |
| 11 | Hendrik Bonmann     | Wolfsberger        | 6          |
| 12 | Vítězslav Jaroš     | Sturm Graz         | 5          |
| 13 | Adam Stejskal       | WSG Tirol          | 4          |
| 14 | Lukas Gütlbauer     | Wolfsberger        | 3          |
| 15 | Luka Marić          | Sturm Graz         | 2          |
| 15 | Tobias Schützenauer | Rheindorf Altach   | 2          |

### Egyéni díjazottak
| Díj                 | Győztes            | Klub              | Forrás |
| ------------------- | ------------------ | ----------------- | ------ |
| A szezon játékosa   | Otar Kiteisvili    | Sturm Graz        | [ 20 ] |
| A szezon kapusa     | Alexander Schlager | Red Bull Salzburg | [ 20 ] |
| A szezon menedzsere | Christian Ilzer    | Sturm Graz        | [ 20 ] |
| A szezon újonca     | Karim Konaté       | Red Bull Salzburg | [ 20 ] |

### A szezon csapata
| Poz. | Játékos/Klub                           | Forr.  |
| ---- | -------------------------------------- | ------ |
| K    | Tobias Lawal (LASK Linz)               | [ 21 ] |
| V    | Manuel Pfeifer (TSV Hartberg)          | [ 21 ] |
| V    | Jusuf Gazibegović (Sturm Graz)         | [ 21 ] |
| V    | Strahinja Pavlović (Red Bull Salzburg) | [ 21 ] |
| V    | Gregory Wüthrich (Sturm Graz)          | [ 21 ] |
| KP   | Jon Gorenc Stanković (Sturm Graz)      | [ 21 ] |
| KP   | Alexander Prass (Sturm Graz)           | [ 21 ] |
| KP   | Otar Kiteisvili (Sturm Graz)           | [ 21 ] |
| KP   | Marco Grüll (Rapid Wien)               | [ 21 ] |
| CS   | Karim Konaté (Red Bull Salzburg)       | [ 21 ] |
| CS   | Maximilian Entrup (TSV Hartberg)       | [ 21 ] |